# Nikolaj Vladimirovitj Satejev
Nikolaj Vladimirovitj Satejev (russisk: Николай Владимирович Затеев, tr. Nikolaj Vladimirovitj Satejev; født 30. juni 1926 i Nisjnij Novgorod, Sovjetunionen, død 28. august 1998 i Moskva, Den Russiske Føderation) var russisk ubådskaptajn, og den kendte kaptajn fra ubåden K-19, der blev søsat på trods af, at den ikke var sejlklar. Han blev normineret til Nobels fredspris på grund sin indsats på ubåden under et havari med risiko for en radioaktiv katastrofe.